# Málaga
Málaga, mesto in mestna občina, glavno mesto Province Málaga v avtonomni regiji Andaluziji, Španija. Mesto je s 568.507 prebivalci (2010) drugo največje v Andaluziji in šesto največje v Španiji. Je tudi najjužnejše veliko mesto v Evropi. Leži na Sredozemlju na obali Costa del Sol (Sončna obala), približno 100 km od Gibraltarja in 130 km od severne Afrike.
Málaga ima subtropsko-sredozemsko podnebje in eno od najtoplejših zim v Evropi. V obdobju od decembra do februarja je povprečna dnevna temperatura 17 °C, nočna pa 7-8 °C. Poletna sezona traja približno osem mesecev, od aprila do novembra, čeprav tudi v preostalih štirih mesecih temperature včasih dosežejo okoli 20 °C.
Zgodovina Málage je dolga okoli 2800 let, kar jo uvršča med najstarejša mesta na svetu. Ustanovili so jo Feničani kot  Malako okoli leta 770 pr. n. št.. Od 6. stoletja pr. n. št. je bila pod oblastjo antične Kartagine, po letu 218 pr. n. št. pa kot Malaca pod oblastjo Rimske republike in kasneje Rimskega cesarstva. V 8. stoletju so jo osvojili Berberi, ki so jo preimenovali v Mālaqah (مالقة), in ji vladali 800 let. Leta 1487 je med rekonkvisto ponovno prišla v krščanske roke. 
Arheološke najdbe in spomeniki iz feničanskega, rimskega, arabskega in krščanskega obdobja so zgodovinsko središče mesta pretvorile v muzej na prostem, ki prikazuje bogato, več kot  3.000 let dolgo zgodovino. Málaga je zaradi bogate kulturne in umetniške dediščine kandidat za Evropsko prestolnico kulture leta 2016.
V Málagi sta bila rojena slavni slikar in kipar Pablo Picasso in igralec Antonio Banderas.

## Zgodovina
Málago so kot Malako okoli leta 770 pr. n. št. ustanovili Feničani iz Tira. Ime Malaka oziroma mlk verjetno izhaja iz feničanske besede za sol, ker so v bližnjem pristanišču solili ribe. Beseda sol se podobno glasi tudi v drugih semitskih jezikih: v hebrejščini מלח - mélaḥ, v arabščini pa ملح - malaḥ. 
Po kartažanskem obdobju je Malaka postala del Rimskega imperija. V rimskem obdobju se je mesto, ki so ga preimenovali v Malaco,  izjemno razvilo. Preoblikovalo se je v konfederalno mesto, za katero je veljal pooseben zakon  Lex Flavia Malacitana. V tem obdobju je bilo zgrajeno  tudi gledališče. Po propadu Zahodnega rimskega cesarstva so oblast v Malaci prevzeli Vizigoti in za njimi Bizantinci (550-621). 
V 8. stoletju so Iberski polotok osvojili muslimanski Arabci. Mesto so preimenovali v  Mālaqah (arabsko  مالقة) in ga pretvorili v pomembno trgovsko središče. Mālaqah je spra spadala v Kordovski kalifat, po propadu Omajadske dinastije pa je postala prestolnica samostojnega kraljestva, v katerem so vladali  Ziridi. Po letu 1025 je bila prestolnica avtonomnega Malaškega emirata, dokler je ni leta 1239 zasedel Granadski emirat. 
Svetovni popotnik Ibn Batuta, ki je skozi Málago potoval okoli leta 1325, jo je opisal kot "eno največjih in najlepših mest v Andaluziji, ki združuje danosti kopnega in morja in je bogato založeno  z živili in sadjem". Opeval je njeno grozdje, fige, mandlje in "rubinasta murcijska granatna jabolka, kakršnih ni nikjer na svetu". Med mestnimi izvoznimi proizvodi je bila tudi "odlično pozlačena keramika".  Mesto je imelo veliko mošejo z "izjemno visokimi pomarančevci na svojem dvorišču".
Málaga je bila eno od iberskih mest, v katerih je muslimanska oblast trajala najdlje, medtem ko je večina Iberskega polotoka že podlegla rekonkvisti, srednjeveški krščanski španski vojni za izgon muslimanov. Málago je krščanske sile osvojile 18. avgusta 1487. Muslimanski prebivalci so se krepko upirali napadom in topniškemu obstreljevanju, dokler jih ni lakota prisilila k vdaji. Skoraj vse meščane so prodali v suženjstvo ali jih kot darilo izročili drugim krščanskim vladarjem. Pet let kasneje je padla tudi Granada.
24.  avgusta 1704 je južno od mesta potekala tako imenovana bitka pri Málagi, ena od največjih pomorskih bitk v vojni za špansko nasledstvo. 
V 19. stoletju je doživela hiter razvoj in skupaj z Barcelono postala eno od dveh najbolj industrializiranih mest v Španiji. 
Po državnem udaru julija 1936 je vlada Druge španske republike ohranila oblast v Málagi. Njeno pristanišče je bilo na začetku španske državljanske vojne baza španske republikanske mornarice, ki je blokirala nacionalistično mornarico v Španskem Maroku. Med obstrejevanjem z italijanskih vojnih ladij, ki so sodelovale v uničevanju mesta in republikanske mornarice, je Málaga utrpela veliko škode. Po bitki pri Málagi so mesto februarju 1937  zasedli frankisti. V bitkah je bilo ubitih več kot sedem tisoč ljudi.
Po vojni sta se Málaga in cela Costa del Sol razvili v pomembno turistično središče.

## Geografija

### Lega
Málaga leži na Sončni obali (Costa del Sol) v južni Španiji na severni obali Sredozemskega morja ob vznožju pogorja  Montes de Málaga. Od Gibraltarske ožine je oddaljena približno 100 km, od najjužnejše točke Evrope, Tarife, pa približno 130 km.

### Velemestno območje
Málaga skupaj s sosednjimi mesti in občinami Rincón de la Victoria, Torremolinos, Benalmádena, Fuengirola, Alhaurín de la Torre, Mijas, Marbella in San Pedro Alcántara tvori urbano območje, na katerem je leta 2012 na 827,33 kvadratnih kilometrov živelo 1.066.532 prebivalcev (1289 prebivalcev/km²). Urbano območje se razteza večinoma po ozkem pasu obale. V velemestno območje Málage je vključenih tudi nekaj  občin, ki se nahajajo predvsem v goratem območju severno od obale: Cártama, Pizarra, Coín, Monda, Ojén, Alhaurín el Grande in  Estepona na zahodu, Casabermeja na severu in Totalán, Algarrobo, Torrox in Vélez-Málaga vzhodno od Málage. Občine velemestnega območja so z mestom dobro povezane s cestnim omrežjem in avtocesto.

### Podnebje
Podnebje je sredozemsko (Köppnova podnebna klasifikacija CSA) z zelo blagimi zimami in vročimi poletji. Málaga ima skozi vse leto obilo sonca, v povprečju okoli 300 dni, in le približno 50 dni s padavinami na leto. Vetrovi pihajo od večinoma s Sredozemlja, zato so temperature tudi poleti znosne.
Málaga ima najtoplejše zime od vseh evropskih mest z več kot 500.000 prebivalci. Če vzamemo v poštev tudi mesta z več kot 100.000 prebivalci, se ji pridružita še dve španski mesti: Almería in Alicante. Povprečna dnevna temperatura v obdobju od decembra do februarja je 17-18 °C. Pozimi pogorje Montes de Málaga zaustavi hladno vreme s severa. Poletna sezona običajno traja približno osem mesecev, od aprila do novembra, čeprav tudi v preostalih štirih mesecih temperatura včasih doseže okoli 20 °C. Povprečna letna dnevna temperatura je 23 °C in je ena od najvišjih v Evropi, nočna  pa 13 °C. V najhladnejšem mesecu januarju je temperatura 12-20 °C čez dan in 4-13 °C ponoči. Povprečna temperatura morja je 15-16 °C. V najtoplejšem mesecu uvgustu se temperatura giblje od 26 do 35 °C čez dan in nad 20 °C ponoči. Povprečna temperatura morja je 23 °C.
Velika nihanja temperature so redka. Doslej najvišja temperatura v središču mesta je  bila izmerjena 13. avgusta 1881 in je merila 43,3 °C. V mesecu avgustu 1881 je bila izmerjena tudi najvišja povprečna dnevna temperatura, ki je znašala 34,8 °C. Najnižja doslej izmerjena  nočna temperatura je bila -0,9 °C 19. januarja 1891. Najvišjo hitrost vetra doslej, 119 km/h,  so izmerili 16. julija 1980. V 20. stoletju je v Málagi snežilo samo 2. februarja 1954. 
Povprečna letna relativna vlažnost je 66%, od 59% v juniju do 73% v decembru. Sončnih ur je med 2800 in 3000 na leto: v decembru v povprečju 5-6 ur/dan, v juliju pa v povprečju 11 ur/dan. Izmerjeni podatki so med najvišjimi v Evropi in skoraj dvakrat višji kot v mestih v severni polovici Evrope (za primerjavo: London - 1461, Varšava - 1571, Pariz. - 1630). Po podatkih španskega državnega urada za statistiko (Instituto Nacional de Estadística) je bilo v letu 2007 3.059 sončnih ur. Dežuje predvsem pozimi, poleti pa so običajno suha. Malaga je eno od redkih mest v Evropi, ki je zeleno skozi vse leto.

## Glavne znamenitosti
Staro zgodovinsko jedro Málage se razteza od pristanišča na jugu do vznožja Montes de Málaga, ki so del Betijskih Kodiljer, na severu in do reke Guadalmedina na zahodu. Zahodno od njega teče skozi mesto tudi reka Guadalhorce.
Najstarejši arhitekturni ostanek v mestu je obzidje feničanskega mesta, ki je vidno v kleti Picassovega muzeja (Museo Picasso Málaga).
Iz rimskega obdobja se je ohranilo gledališče iz 1. stoletja pr. n. št., ki so ga odkrili leta 1951.
Mavri so zapustili mogočen grad Gibralfaro, ki je povezan s spodnjo trdnjavo Alcazabo in kraljevo rezidenco. Oba sta bila zgrajena  v 11. stoletju v obdobju Malaškega emirata (Taifa) in razširjena  v nasridskem obdobju v 13. in 14. stoletju. Alcazaba, ki je prvotno branila mesto pred pirati,  stoji na hribu, poraslem s palmami in bori. V 11. stoletju je bila med vladavino Hamudidov temeljito obnovljena.
Kot mnoge druge vojaške utrdbe, zgrajene v islamski Španiji, ima tudi malaška Alcazaba mnogokoten tloris. Ima zunanje in notranje obzidje s pravokotnimi stolpi, med katerimi je pokrit hodnik. Enak hodnik vodi tudi po pobočju hriba na Gibralfaro in je edina povezava med njima. Zaradi grobega in nedostopnega terena prehod ni služil samo za komunikacijo, ampak tudi za obrambo, in je stanovalcem palače zagotavljal popolno zasebnost.
Vhodu v kompleks zapira mogočen stolp, ki vodi v dodelan, dvakrat zavit hodnik. Za njim je več vrat, odprtih dvorišč z vrtovi, zasajenimi z bori in evkaliptusi, in notranje obzidje, skozi katero vodijo vrata Puerta de Granada. Za njimi je guvernerjava palača iz 11. in 14. stoletja, zgrajena okoli pravokotnega dvorišča s trojno obokanim portalom. Nekaj sob se je ohranilo vse do danes. Na južni strani palače je obokan belvedêre (mirador), ki meri samo 2,5 m2, s katerega je lep razgled na vrtove in morje. Na severni strani palače je bilo vodno kolo, Kiklopski vodnjak, globok 40 metrov, hamam, delavnice in monumentalna vrata Puerta de la Torre del Homenaje, ki stojijo na najbolj severni točki notranjega obzidja. Za njimi je prehod v Gibralfaro.
Cerkev sv. Jakoba (Santiago) je primer domačega  gotskega sloga mudéjar, ki se je razvil med rekonkvisto in vsebuje krščanske in islamske elemete. Iz tega obdobja je tudi cerkev sv. Marije (Iglesia del Sagrario ali Iglesia de Santa María del Sagrario), ki so jo zgradili na mestu stare mošeje, takoj ko je mesto zasedla krščanska vojska. Cerkev se ponaša z bogato okrašenim portalom v izabelinsko-gotskem slogu, edinstvenem v mestu.
Stolnica in škofovska palača sta bili načrtovani po renesančnih arhitekturnih idealih, vendar sta bili zaradi pomanjkanja sredstev  dograjeni v baročnem slogu.
Bazilika y Real Santuario de Santa María de la Victoria, zgrajena v poznem 17. stoletju, ima kapelo, ki je po višini zapolnjena z dovršenimi baročnimi plastikami.

### Druge znamenitosti
- obzidje: ostanki feničanskega, rimskega, bizantinskega, arabskega in španskega mestnega obrambnega sistema
- botanični in zgodovinski vrt La Concepción
- cerkev Svetega srca (iglesia del Sagrado Corazón)
- cerkev San Felipe Neri
- cerkev Svetih mučencev (iglesia de los Santos Mártires)
- tržnica Atarazanas
- palmov nasad in Muelle Uno v malaškem pristanišču
- anglikansko pokopališče sv. Jurija (Cementerio Inglés)
- pokopališče sv. Mihaela (Cementerio de San Miguel)
- stara ribiška četrt Pedregalejo

### Muzeji
- Picassov muzej v Palacio de Buenavista
- Picassova rojstna hiša (Museo Casa Natal de Picasso)
- Mestni muzej (MUPAM)
- Muzej  Carmen Thyssen v palači de Villalón, v katerem je izvrstna zbirka slik španskih slikarjev iz 19. in 20. stoletja
- Interaktivni muzej glasbe (Museo Interactivo de la Musica Malaga) z eno od največjih zbirk glasbenih instrumentov v Evropi
- Center sodobne umetnosti (Centro de Arte Contemporáneo), najbolj obiskan muzej v Andaluziji
- arena za bikoborbe (Plaza de Toros de la Malagueta)
- Muzej avtomobilov
- Muzej vina
- Muzej stekla in kristala
- Muzej ljudske umetnosti in običajev (Museo de Artes y Tradiciones Populares)

## Pomembni meščani
- Solomon ibn Gabirol (1021–1058), filozof in pesnik
- Abu Muhammad Abdallah Ibn Ahmad (1188–1248), znanstvenik
- Ruy López de Villalobos (1500–1544), raziskovalec
- Francisco de Leiva (1630–1676), dramatik
- Luis de Unzaga (1721–1790), politik
- Bernardo de Gálvez (1746–1786), vojaški in kolonialni uradnik
- María Manuela Kirkpatrick (1794–1879), aristokratinja
- José de Salamanca (1811–1883), poslovnež in politik
- Antonio Cánovas del Castillo (1828–1897), prvi minister kralja Alfonza XII.
- José Denis Belgrano (1844–1917), slikar
- José Moreno Carbonero (1858–1942), slikar
- Pablo Picasso (1881–1973), umetnik
- Bernardo Giner de los Ríos (1888–1970), arhitekt in politik
- Victoria Kent (1898–1987), pravnica in političarka
- Emilio Prados (1899–1962), pesnik
- Manuel Altolaguirre (1905–1959), pesnik
- Antonio Molina (1928–1992), pevec
- Juan Madrid (1943–), pisec in novinar
- Marisol (1948–), pevka in igralka
- Antonio Banderas (1960–), igralec
- Miguel Ángel Jiménez (1964–), profeionalni golfist
- Carlos Álvarez (1966–), baritonist
- Antonio de la Torre (1968–), igralec
- María del Mar Rodríguez Carnero, La Mari (1975–), pevka
- Juan García Postigo (1981–), mister Univerzum 2007
- Ana López Rodríguez, Anni B Sweet (1987–), pevka
- Pablo Alborán (1989–), pevec
- Joe Atlan (1989–), glasbenik